# George Gershwin
George Gershwin, nato Jacob Gershowitz (Brooklyn, 26 settembre 1898 – Los Angeles, 11 luglio 1937), è stato un compositore, pianista e direttore d'orchestra statunitense.
Considerato l'iniziatore del musical statunitense, la sua opera spazia dalla musica colta al jazz.
Le composizioni di Gershwin hanno attraversato i generi blues e musica classica, e le sue melodie più popolari sono ampiamente conosciute. Tra le sue opere più note ci sono le composizioni orchestrali Rapsodia in blu (1924) e Un americano a Parigi (1928), così come l'opera  Porgy and Bess (1935).
Ha scritto la maggior parte delle sue opere vocali e teatrali, tra cui più di una dozzina di spettacoli teatrali della Broadway, in collaborazione con suo fratello maggiore, il paroliere Ira Gershwin. George Gershwin compose musica sia per Broadway, sia per le sale da concerto europee, così come per il grande pubblico che ha portato la sua opera ad un pubblico ancora più ampio. Le sue composizioni sono state utilizzate in numerosi film e in televisione, e molte sono diventate standard jazz registrati in numerose varianti. Innumerevoli i cantanti e musicisti che hanno registrato le canzoni di Gershwin.

## Biografia

### Le origini
George Gershwin  nacque a Brooklyn il 26 settembre 1898 da genitori emigrati ebrei di origine russa. Il padre, Moishe  Gershowitz, nato a Odessa (allora parte dell'Impero russo), cambiò il proprio nome in Morris Gershwine qualche tempo dopo essere emigrato da San Pietroburgo. Quattro anni dopo l'emigrazione conobbe un'altra immigrata russa, Rose Bruskin, nata a San Pietroburgo, e la sposò. George - nato Jacob Gershwine, ma conosciuto da tutti come George - cambiò il suo nome in George Gershwin dopo essere diventato un musicista professionista.
Gershwin era il secondo di quattro tra figli e figlie. Cominciò a interessarsi alla musica all'età di dieci anni, quando iniziò a suonare, senza metodo, il pianoforte. La prima persona della famiglia che cominciò a guadagnare con la musica fu Frances, sorella di George, che però rinunciò alle promesse del ballo e del canto per diventare una moglie e una madre rispettabile (a quei tempi era ancora ritenuto sconveniente che una donna sposata si dedicasse ad attività ricreative).
Gershwin prese lezioni di pianoforte solo per due anni in maniera molto dilettantistica, senza particolari cure accademiche, cercando di riprodurre le melodie che sentiva ai concerti per orchestra e studiando il metodo classico dei grandi maestri europei.

### Tin Pan Alley
A 15 anni lasciò la scuola e trovò il suo primo lavoro: per quindici dollari a settimana, doveva eseguire al pianoforte gli spartiti di nuova pubblicazione per i clienti della Jerome H. Remick and Co., un'azienda della fiorente industria musicale newyorkese, allora nota come Tin Pan Alley.
La sua prima canzone pubblicata fu When You Want 'Em You Can't Get 'Em, che non riscosse successo immediato ma vendette comunque bene. Nel 1916 il diciottenne Gershwin cominciò a comporre canzoni per i musical di Broadway, ricavandone 35 dollari a settimana.
Nel 1917 il ragtime Rialto Ripples ottenne un discreto riscontro commerciale, ma nel 1919 fu Swanee la sua prima canzone a riscuotere un successo nazionale, dopo essere stata inclusa da Al Jolson nel musical Sinbad di Sigmund Romberg. Nel gennaio 1920 lo stesso Jolson la registrò per la Columbia Records. Il disco rimase per 18 settimane in testa alle classifiche di vendita, mentre lo spartito toccò la tiratura-record di un milione di copie.
Contemporaneamente, Gershwin incise brani per pianoforte, di sua composizione o non. In questo periodo usò diversi pseudonimi, finché non si focalizzò sul definitivo George Gershwin.
Dal 1920 al 1925 scrisse musica per George White's Scandals e fu proprio durante questo periodo che il "re del jazz sinfonico", Paul Whiteman, gli chiese di scrivere un'opera con tutti i caratteri del jazz sinfonico, adatta alla sua orchestra.
Nel 1924, assieme al fratello Ira, collaborò a un musical teatrale di successo intitolato Lady, Be Good, che fu seguito da molti altri fino al 1931, anno in cui realizzò Of Thee I Sing, andato in scena il 26 dicembre al Music Box Theatre di Broadway, per la regia di George S. Kaufman, con Lois Moran, Victor Moore e George Murphy, arrivando a 411 recite e che valse al fratello Ira il Premio Pulitzer per la drammaturgia.

### Rhapsody in Blue
Gershwin compose un'operetta dal titolo Blue Monday, che gli valse l'attenzione di Paul Whiteman, uno dei premièr più importanti dell'epoca, il quale gli commissionò un'opera jazzistica per orchestra da eseguire all'Aeolian Hall di New York. Era il 1924 e si dice che, in meno di tre settimane, Gershwin abbia composto il suo lavoro più apprezzato: Rhapsody in Blue, per pianoforte e orchestra. Eseguita per la prima volta il 12 febbraio 1924, la composizione combina cinque melodie differenti e alterna il linguaggio classico a quello jazzistico.
Gershwin aveva maturato l'idea per una composizione del genere mentre andava a Boston in treno per la prima di una sua commedia musicale. «In treno, i ritmi metallici e il frastuono che in un compositore agiscono spesso come stimolo, mi suggerirono improvvisamente e in modo nitido la costruzione completa della Rapsodia, dall'inizio alla fine.» La consegnò a Whiteman senza averla ancora ultimata e, mentre Ferde Grofé preparava l'orchestrazione, l'autore provvedeva agli ultimi ritocchi. Avrebbe voluto ancora cambiare qualcosa ma Whiteman diede inizio alle prove; dopo la prima il direttore esclamò: «Diavolo, pensava di poterla migliorare ancora?».
La Rapsodia in Blu (vedi blue notes) è tuttora uno dei pezzi più eseguiti dalle orchestre di tutto il mondo. Fa anche da colonna sonora a un episodio del film animato della Disney, Fantasia 2000.
Nel 1926 Gershwin scrisse le musiche per il musical Tip-Toes, che il 28 dicembre ebbe la prima assoluta al Liberty Theatre di Broadway con Allen Kearns e Jeanette MacDonald, arrivando a 192 recite, e dal 31 agosto 1926 al Winter Garden Theatre di Londra con Kearns, arrivando a 182 recite.
In questo periodo Gershwin cominciò a intrattenere una relazione piuttosto stabile con una compositrice dell'epoca, Kay Swift. Il musical di successo Oh, Kay! di Gershwin prese il suo nome. Si dice che il compositore la consultasse spesso per chiederle pareri riguardo alle sue canzoni.
Nel 1927 fu la volta del successo di Funny Face, nel 1928 del musical Rosalie insieme a Sigmund Romberg, che il 10 gennaio ebbe la prima assoluta al New Amsterdam Theatre di Broadway con Marilyn Miller e Frank Morgan, arrivando a 335 recite, e che fu successivamente adattato per il grande schermo nell'omonimo film Rosalie (1937), con musiche di Cole Porter. Nel 1930 fu la volta di Strike Up the Band, che andò in scena dal 14 gennaio al Times Square Theatre di Broadway con Blanche Ring, arrivando a 191 recite.
Nel 1932 Gershwin suonò al pianoforte nella prima esecuzione assoluta nella Symphony Hall di Boston della Rapsodia n. 2 Manhattan Rhapsody per pianoforte e orchestra di sua composizione, diretta da Sergej Kusevickij.

### Il periodo europeo
Nel 1928 i fratelli Gershwin si stabilirono per un breve periodo a Parigi, dove George si dedicò principalmente allo studio della composizione. Numerosi compositori, tra i quali anche Maurice Ravel, rifiutarono però di fargli da insegnanti, temendo che il rigore della classicità potesse reprimere la sfumatura jazz di Gershwin. Ravel avrebbe ribattuto alla sua richiesta con le parole: "Perché volete diventare un Ravel di seconda mano, quando siete già un Gershwin di prim'ordine?".
Mentre era in Europa Gershwin scrisse Un americano a Parigi, un'opera che alla sua prima esecuzione alla Carnegie Hall, il 13 dicembre 1928, ottenne un successo non globale, ma che poi si trasformò in uno standard. Poco tempo dopo il compositore si stancò della scena musicale europea e tornò negli Stati Uniti.
In quel periodo scrisse anche altri musical, come Girl Crazy che dal 14 ottobre 1930 andò in scena all'Alvin Theatre di Broadway con Ginger Rogers, Allen Kearns e Ethel Merman, arrivando a 272 recite, che conteneva canzoni celeberrime come I Got Rhythm e Embraceable You (che nella versione di Billie Holiday del 1944 venne premiata con il Grammy Hall of Fame Award 2005). Il musical sarà successivamente adattato per il grande schermo nell'omonimo film Girl Crazy (1943).

### Porgy and Bess
La composizione più ambiziosa di Gershwin resta comunque Porgy and Bess, uno dei pochi esempi moderni di melodramma, andata in scena per la prima volta il 30 settembre 1935 a Boston. Quest'opera contiene alcune delle arie più famose di Gershwin, prima fra tutte Summertime, con testo di Ira Gershwin e DuBose Heyward. Porgy and Bess è tuttora generalmente considerata la più grande opera americana del XX secolo, sia per le sue innovazioni (i personaggi sono quasi tutti neri) sia per la qualità dei brani che presenta.
Il principale motivo per cui le composizioni di Gershwin sono ancora apprezzate è, infatti, la loro trasversalità: combinano elementi che dimostrano grandi conoscenze delle tecniche classiche, come la fuga e vari cambi di tonalità, con le sonorità tipiche della musica popolare e, in particolare, del jazz.

### Hollywood e la morte

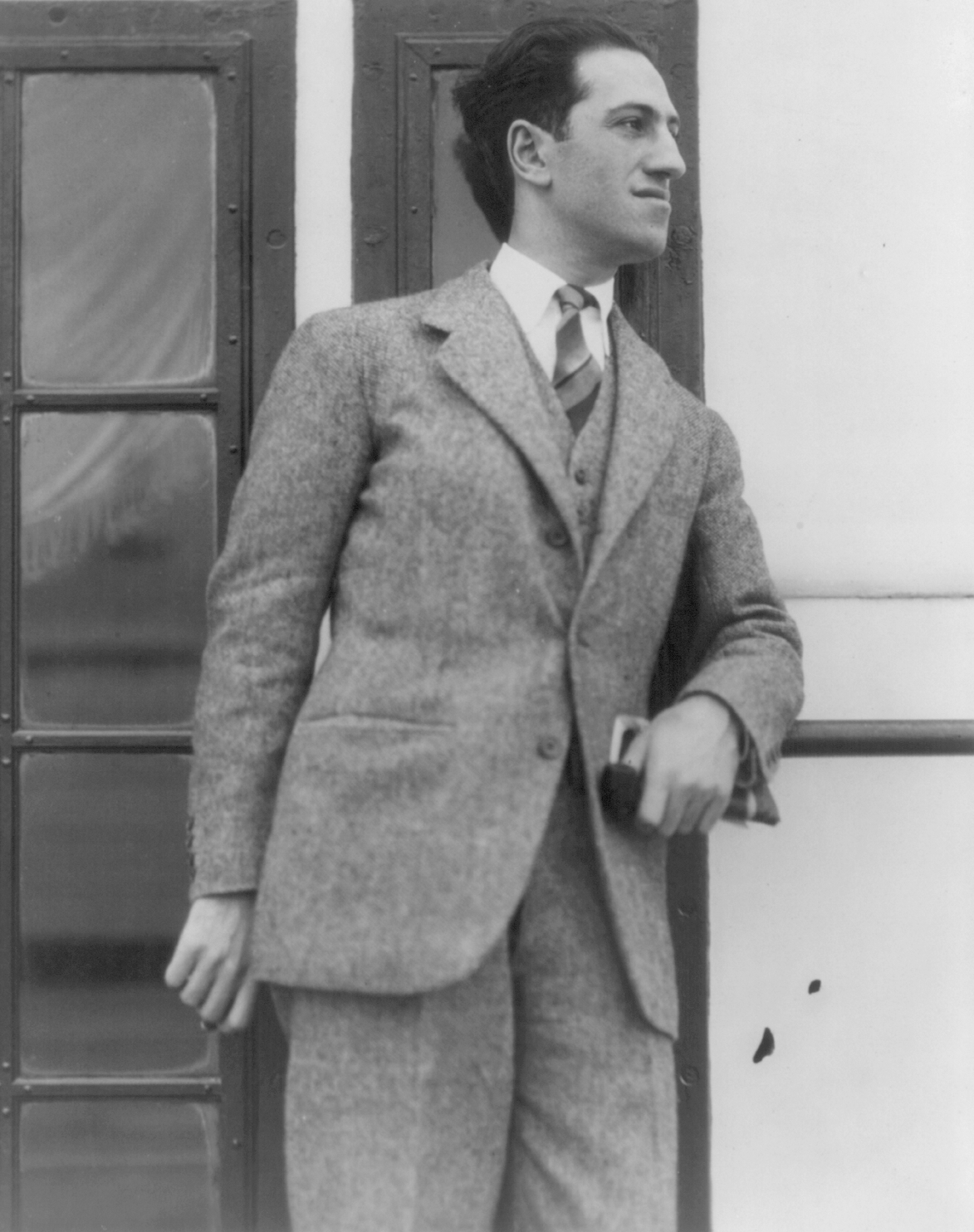
George Gershwin ad Hollywood

Nel 1936 Gershwin si trasferì a Hollywood per comporre colonne sonore. La sua celebrità ormai toccava le vette del firmamento musicale, anche se adesso era costretto a dividerla con altri grandi musicisti del tempo, come Cole Porter e Irving Berlin.
Gershwin ottenne una sola candidatura all'Oscar per una canzone che scrisse insieme al fratello Ira, They Can't Take That Away from Me, tratta dal film Voglio danzare con te (1937).
In quel periodo frequentò anche la famosa attrice Paulette Goddard.
Già all'inizio del 1937 Gershwin cominciò ad avvertire i sintomi di quello che si rivelerà un tumore al cervello: mal di testa lancinanti e una costante impressione di avvertire odore di gomma bruciata. Sul set del film Follie di Hollywood, l'11 luglio 1937 Gershwin si accasciò al suolo. Morì al Cedars of Lebanon Hospital (ora Cedars-Sinai Medical Center), all'età di 38 anni, dopo un inutile intervento d'urgenza. Per ironia della sorte, anche il suo idolo Maurice Ravel morì 5 mesi dopo, pochi giorni dopo aver subito un intervento al cervello.
Secondo le lettere di Fred Astaire alla sorella Adele, Gershwin mormorava il nome di Astaire quando morì.
Ai solenni funerali, tenutisi il 15 luglio 1937 presso la sinagoga Emanu-El di New York, partecipò una folla di oltre 4500 persone, presenti il sindaco di New York Fiorello La Guardia e numerose personalità della politica e della cultura newyorkese.
Nel 2005 il Guardian pubblicò una stima dei guadagni accumulati da Gershwin e stabilì che egli fosse stato il più ricco compositore di tutti i tempi. Gershwin fu introdotto nella Long Island Music Hall of Fame nel 2006. Gli è stato intitolato il George Gershwin Theatre di Broadway.
Sempre il Guardian stabilì la sua appartenenza massonica insieme ad altri grandi del jazz come Glenn Miller, Paul Whiteman e Irving Berlin. Se la notizia è accreditata anche dal Codice da vinci di Dan Brown, tuttavia il suo nominativo al 2006 non compariva negli elenchi ufficiali di nessuna loggia massonica.

## L'opera
(George Gershwin)
Gershwin compose più di 700 brani, la maggior parte dei quali assieme a Ira. Seguono i principali.

### Opere classiche
- 1915 - Tango - per pianoforte solista;
- 1919 - Lullaby - un pezzo per quartetto d'archi;
- 1922 - Blue Monday - un'opera in un atto presentata al Globe Theatre, fu poi ripresa e rinominata per una rappresentazione alla Carnegie Hall nel 1925;
- 1924 - Rhapsody in Blue - la sua opera più famosa;
- 1925 - Short Story - per violino e pianoforte;
- 1925 - Concerto in fa maggiore - tre movimenti, piano e orchestra;
- 1926 - Three Preludes - per pianoforte, suonata per la prima volta al Roosevelt Hotel di New York;
- 1928 - Un americano a Parigi - poema sinfonico suonato per la prima volta dalla New York Philharmonic alla Carnegie Hall;
- 1931 - Second Rhapsody - per piano e orchestra;
- 1932 - Cuban Overture - basata su ritmi cubani e originariamente intitolata Rumba;
- 1932 - Piano Transcription of Eight Songs;
- 1934 - Variations on "I Got Rhythm" - una serie di variazioni sulla sua canzone I Got Rhythm, per pianoforte e orchestra;
- 1935 - Porgy and Bess - con la famosa aria Summertime e incentrato sulle condizioni di vita degli afro-americani;
- 1937 - Walking the Dog - un simpatico pezzo per clarinetto e orchestra;
- 1973 - Impromptu in Two Keys - per pianoforte, pubblicato postumo;
- 1975 - Two Waltzes in C - per pianoforte, pubblicato postumo.

### Musical teatrali
- 1919 - La La Lucille - (testi di Jackson, DeSylva, Caesar)
- 1919 - Midnight Whirl - (testi di DeSylva, Mears)
- 1919 - Limehouse Nights - (testi di DeSylva, Mears)
- 1920 - Poppyland - (testi di DeSylva, Mears)
- 1920 - George White's Scandals of 1920 - (testi di Jackson)
- 1921 - A Dangerous Maid - (testi di I. Gershwin)
- 1921 - The Broadway Whirl - (testi di DeSylva, McCarthy, Carle, Mears)
- 1921 - George White's Scandals of 1921 - (testi di Jackson)
- 1922 - George White's Scandals of 1922 - (testi di I. Gershwin, Goetz, DeSylva)
- 1922 - Our Nell - (testi di G. Gershwin, Daly)
- 1922 - By and By - (testi di Hooker)
- 1923 - Innocent Ingenue Baby - (testi di Hooker)
- 1923 - Walking Home with Angeline - (testi di Hooker)
- 1923 - The Rainbow - (testi di Grey, Hooker)
- 1923 - George White's Scandals of 1923 - (testi di Goetz, DeSylva, MacDonald)
- 1924 - Sweet Little Devil - (testi di DeSylva)
- 1924 - George White's Scandals of 1924 - (testi di DeSylva, MacDonald)
- 1924 - Primrose - (testi di I. Gershwin, Carter)
- 1924 - Lady, Be Good! - (testi di I. Gershwin)
- 1925 - Tell Me More! - (testi di I. Gershwin, DeSylva)
- 1925 - Tip-Toes - (testi di I. Gershwin)
- 1925 - Song of the Flame - (testi di Harbach, Hammerstein)
- 1926 - Oh, Kay! - (testi di I. Gershwin, Dietz)
- 1927 - Strike Up the Band - (testi di I. Gershwin)
- 1927 - Funny Face - (testi di I. Gershwin)
- 1928 - Rosalie - (testi di I. Gershwin, Wodehouse)
- 1928 - Treasure Girl - (testi di I. Gershwin)
- 1929 - Show Girl - (testi di I. Gershwin, Kahn)
- 1930 - Girl Crazy - (testi di I. Gershwin)
- 1931 - Of Thee I Sing; vincitore del Premio Pulitzer - (testi di I. Gershwin)
- 1933 - Pardon My English - (testi di I. Gershwin)
- 1933 - Let 'Em Eat Cake - (testi di I. Gershwin)
- 1935 - Porgy and Bess - (testi di I. Gershwin, Heyward)

### Musical cinematografici
- 1923 - The Sunshine Trail, regia di James W. Horne- la canzone dello stesso titolo faceva da colonna sonora a questo film muto;
- 1931 - La piccola emigrante (Delicious), regia di David Butler - (testi di I. Gershwin)
- 1937 - Voglio danzar con te (Shall We Dance), regia di Mark Sandrich - (testi di I. Gershwin)
- 1937 - Una magnifica avventura (A Damsel in Distress), regia di George Stevens- (testi di I. Gershwin)
- 1938 - Follie di Hollywood (The Goldwyn Follies), regia di George Marshall; Gershwin morì durante le riprese di questo film - (testi di I. Gershwin)
- 1947 - The Shocking Miss Pilgrim, regia di George Seaton; Kay Swift prese alcuni inediti di Gershwin e li adattò al film - (testi di I. Gershwin)
- 1951 - Un americano a Parigi, regia di Vincente Minnelli - (testi di I. Gershwin)
- 1964 - Baciami, stupido (Kiss Me, Stupid), regia di Billy Wilder; ancora altri inediti - (testi di I. Gershwin)

## Influenze e eredità

### Influenze

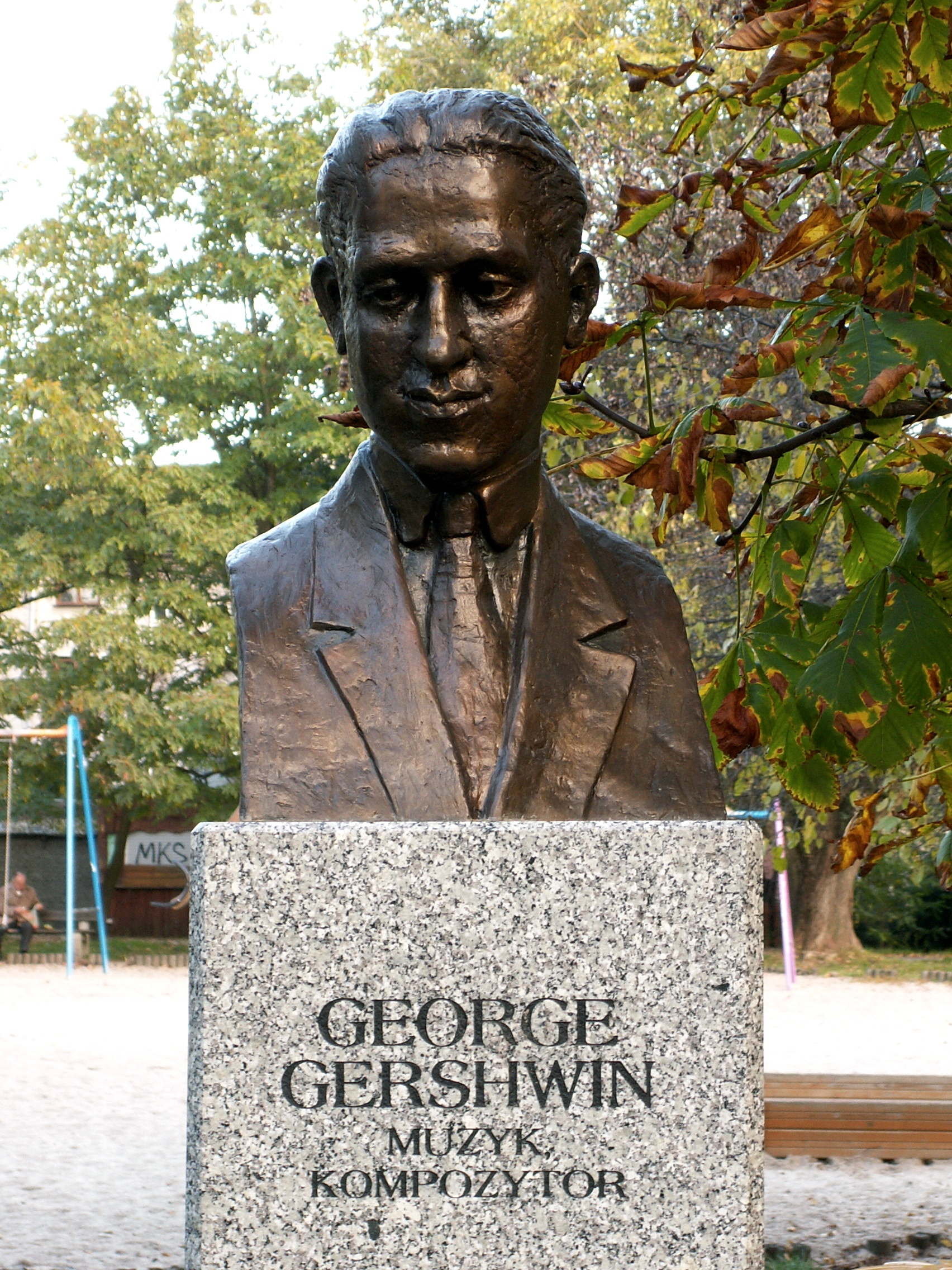
Busto di Gershwin nella "Celebrity Alley" di Kielce (Polonia)

L'opera di Gershwin è fortemente influenzata dai compositori francesi del tardo XIX secolo, come Claude Debussy e lo stesso Maurice Ravel. Anche l'influenza di Scott Joplin, compositore e padre del ragtime, appare netta in alcune sue composizioni. In particolare il Concerto in Fa di Gershwin fu fortemente criticato perché troppo simile alle opere di Debussy. Comunque, la sua principale innovazione sta proprio nella combinazione di questi elementi classici (perfezione nello stile, rigidezza dello schema, ecc.) e dei ritmi e delle melodie jazz che erano già fortemente radicate nella musica nera americana.
Oltre che ai compositori francesi, Gershwin si interessò anche a Igor Stravinskij e Arnold Schönberg, quasi contemporanei. A Schönberg chiese addirittura lezioni di composizione.

### Eredità
L'eredità musicale che George Gershwin ha lasciato al mondo è incalcolabile: rimane tutt'oggi uno dei grandi preferiti, sia delle orchestre sia dei cantanti; lo stile è molto sofisticato e può essere tranquillamente preso come modello per insegnamenti; i temi dei musical sono tra i più svariati; migliaia di artisti hanno cantato sue canzoni.
Nel 1959 Ella Fitzgerald ha pubblicato l'album Ella Fitzgerald Sings the George and Ira Gershwin Songbook, composto solo dalle canzoni dei due fratelli. In quasi tutti gli album di Frank Sinatra possiamo trovare almeno una canzone di Gershwin.
Se si esamina dal punto di vista specificatamente compositivo, Gershwin ha influenzato enormemente tutti i compositori di musical venuti dopo di lui, e in particolare Cole Porter, Irving Berlin e Jerome Kern.
Nel 2007 la Library of Congress ha stabilito che il loro Premio per la canzone popolare fosse intitolato a George e Ira Gershwin. Riconoscendo i profondi effetti della musica popolare sulla cultura, il premio è consegnato ogni anno a chi, nel corso della vita, si avvicini, raggiunga o superi gli standard di eccellenza in questo campo rappresentati dai fratelli Gershwin. Il premio è stato consegnato per la prima volta a Paul Simon, il 1º maggio 2007.

### Cinema
Nel 1945 è stato girato negli Stati Uniti un film biografico su George Gershwin dal regista Irving Rapper, con il titolo Rapsodia in blu (Rhapsody in Blue). La parte del protagonista/compositore è stata interpretata dall'attore Robert Alda.

### Videogiochi
Nel videogioco Flower, Sun, and Rain sono presenti alcune delle canzoni più famose di Gershwin, come An American in Paris, Rhapsody in Blue, Cuban Overture e I Got Rhythm. Inoltre, danno anche il titolo dei capitoli nel gioco.